# Distrito de Příbram
El distrito de Příbram es uno de los doce distritos que forman la región de Bohemia Central, República Checa, con una población estimada a principio del año 2018 de 114 403 habitantes. Se encuentra ubicado en el centro-oeste del país, cerca de Praga, la capital del país. Su capital es la ciudad de Příbram.

## Localidades (población año 2018)
- Bezděkov pod Třemšínem 143
- Bohostice 189
- Bohutín 1783
- Borotice 375
- Bratkovice 312
- Březnice 3539
- Bukovany 85
- Buková u Příbramě 374
- Čenkov 387
- Cetyně 155
- Chotilsko 489
- Chrást 210
- Chraštice 254
- Čím 336
- Daleké Dušníky 410
- Dlouhá Lhota 416
- Dobříš 9013
- Dolní Hbity865
- Drahenice 160
- Drahlín 537
- Drásov 416
- Drevníky326
- Drhovy 260
- Dubenec 366
- Dublovice 1090
- Dubno 301
- Háje 437
- Hluboš617
- Hlubyně 144
- Horčápsko 94
- Hřiměždice 397
- Hudčice 252
- Hvožďany 777
- Jablonná 399
- Jesenice 540
- Jince 2249
- Kamýk nad Vltavou 923
- Klučenice 451
- Kňovice 328
- Korkyně 137
- Kosova Hora 1333
- Kotenčice 208
- Koupě 122
- Kozárovice 373
- Krásná Hora nad Vltavou 1101
- Křepenice 183
- Křešín 131
- Láz 614
- Lazsko 207
- Lešetice 187
- Lhota u Příbramě 480
- Malá Hraštice1025
- Milešov 322
- Milín 2136
- Modřovice 83
- Mokrovraty 769
- Nalžovice 595
- Narysov 266
- Nechvalice 657
- Nečín 766
- Nedrahovice 449
- Nepomuk 193
- Nestrašovice55
- Nová Ves pod Pleší 1145
- Nové Dvory 259
- Nový Knín 2011
- Občov 166
- Obecnice 1253
- Obořiště 665
- Obory 254
- Ohrazenice 287
- Osečany 254
- Ostrov 129
- Ouběnice 244
- Pečice 368
- Petrovice 1344
- Pičín 656
- Počaply 100
- Počepice535
- Podlesí 1079
- Příbram 32 867
- Příčovy 322
- Prosenická Lhota 482
- Radětice 189
- Radíč 218
- Rosovice 800
- Rožmitál pod Třemšínem 4381
- Rybníky 429
- Sádek 222
- Sedlčany 7147
- Sedlec-Prčice 2837
- Sedlice 265
- Smolotely 236
- Solenice 392
- Stará Huť 1374
- Starosedlský Hrádek 139
- Štětkovice 328
- Suchodol 369
- Svaté Pole 445
- Svatý Jan 663
- Svojšice 110
- Těchařovice 62
- Tochovice 666
- Třebsko 252
- Trhové Dušníky445
- Tušovice 110
- Velká Lečice 159
- Věšín 693
- Višňová 668
- Volenice 390
- Voznice 610
- Vrančice 150
- Vranovice 310
- Vševily 133
- Vysoká u Příbramě 344
- Vysoký Chlumec 833
- Zalužany 319
- Zbenice 131
- Zduchovice 290
- Županovice 83